# Región de Biombo

La región de Biombo es una región administrativa en el oeste de Guinea-Bisáu. Su capital es la ciudad de Quinhámel. Limita al norte con la región de Cacheu, al este y al sur con el océano Atlántico, y al oeste con la región de Oio y el sector autónomo de Bisáu. Junto con las regiones de Cacheu y Oio forma la provincia de Norte.

## Territorio y Población
La extensión de territorio de esta región abarca una superficie de 839 kilómetros cuadrados, por lo que es la región de menor superficie del país. La población se compone de unos 60.420 residentes (cifras del censo del año 2004). La densidad poblacional es de setenta y dos habitantes por kilómetro cuadrado.

## Sectores
La región de Biombo se divide en tres sectores:
- Prabis
- Quinhámel
- Safim

- Datos: Q872228
- Multimedia: Biombo Region / Q872228